# Зелтерс (Таунус)
Зелтерс (њем. Selters) општина је у њемачкој савезној држави Хесен. Једно је од 19 општинских средишта округа Лимбург-Вајлбург. Према процјени из 2010. у општини је живјело 8.212 становника. Посједује регионалну шифру (AGS) 6533014.

## Географски и демографски подаци
Зелтерс се налази у савезној држави Хесен у округу Лимбург-Вајлбург. Општина се налази на надморској висини од 170–500 метара. Површина општине износи 40,5 km². У самом мјесту је, према процјени из 2010. године, живјело 8.212 становника. Просјечна густина становништва износи 203 становника/km².